# Everybody's Somebody's Fool
"Everybody's Somebody's Fool" is een nummer van de Amerikaanse zangeres Connie Francis. Op 7 april 1960 werd het nummer uitgebracht als single.

## Achtergrond
"Everybody's Somebody's Fool" is geschreven door Jack Keller en Howard Greenfield en geproduceerd door Arnold Maxin. Het is geschreven als bluesballad en is opgenomen in de Olmstead Studios in New York. Het Joe Sherman Orchestra speelde de instrumenten op de opname in. In de versie van Connie Francis is staat het lied vooral bekend om de intro, die op de orgel wordt gespeeld. Er bestaat ook een Duitstalige versie met de titel "Die Liebe ist ein seltsames Spiel" ("De liefde is een zeldzaam spel"), dat een meer rock-'n-rollritme heeft. Deze opname werd een nummer 1-hit in West-Duitsland.
In de Verenigde Staten werd "Everybody's Somebody's Fool" in eerste instantie uitgebracht als de B-kant van de single "Jealous of You (Tango della Gelosia)". Op de meeste radiostations werd "Everybody's Somebody's Fool" vaker gedraaid. Hoewel de A-kant de negentiende plaats behaalde, werd de B-kant een nummer 1-hit in de Billboard Hot 100, waar het twee weken bleef staan. Het was de eerste nummer 1-hit van Francis en de eerste single van een vrouwelijke artiest die in deze hitlijst de bovenste positie bereikte. Het werd ook een nummer 1-hit in onder meer Australië, Canada, Nieuw-Zeeland en Noorwegen, terwijl in de Britse UK Singles Chart de vijfde plaats werd gehaald. In Nederland piekte de single op de derde plaats in de Fonogram Top 20, een van de voorlopers van de Single Top 100.
"Everybody's Somebody's Fool" moet niet verward worden met een ander nummer met dezelfde titel, geschreven door Ace en Regina Adams en toegeschreven aan Gladys Hampton. Dit lied werd in 1949 voor het eerst opgenomen door Jimmy Scott en werd in 1950 een hit voor het orkest van Lionel Hampton. Ook werd dit lied opgenomen door onder meer Michael Jackson, Etta James en Jan & Dean.

## Hitnoteringen

### Fonogram Top 20
| Hitnotering week 1: 03-09-1960 Hitnotering week 2 t/m 20: 08-10-1960 t/m 11-02-1961 | Hitnotering week 1: 03-09-1960 Hitnotering week 2 t/m 20: 08-10-1960 t/m 11-02-1961 | Hitnotering week 1: 03-09-1960 Hitnotering week 2 t/m 20: 08-10-1960 t/m 11-02-1961 | Hitnotering week 1: 03-09-1960 Hitnotering week 2 t/m 20: 08-10-1960 t/m 11-02-1961 | Hitnotering week 1: 03-09-1960 Hitnotering week 2 t/m 20: 08-10-1960 t/m 11-02-1961 | Hitnotering week 1: 03-09-1960 Hitnotering week 2 t/m 20: 08-10-1960 t/m 11-02-1961 | Hitnotering week 1: 03-09-1960 Hitnotering week 2 t/m 20: 08-10-1960 t/m 11-02-1961 | Hitnotering week 1: 03-09-1960 Hitnotering week 2 t/m 20: 08-10-1960 t/m 11-02-1961 | Hitnotering week 1: 03-09-1960 Hitnotering week 2 t/m 20: 08-10-1960 t/m 11-02-1961 | Hitnotering week 1: 03-09-1960 Hitnotering week 2 t/m 20: 08-10-1960 t/m 11-02-1961 | Hitnotering week 1: 03-09-1960 Hitnotering week 2 t/m 20: 08-10-1960 t/m 11-02-1961 | Hitnotering week 1: 03-09-1960 Hitnotering week 2 t/m 20: 08-10-1960 t/m 11-02-1961 | Hitnotering week 1: 03-09-1960 Hitnotering week 2 t/m 20: 08-10-1960 t/m 11-02-1961 | Hitnotering week 1: 03-09-1960 Hitnotering week 2 t/m 20: 08-10-1960 t/m 11-02-1961 | Hitnotering week 1: 03-09-1960 Hitnotering week 2 t/m 20: 08-10-1960 t/m 11-02-1961 | Hitnotering week 1: 03-09-1960 Hitnotering week 2 t/m 20: 08-10-1960 t/m 11-02-1961 | Hitnotering week 1: 03-09-1960 Hitnotering week 2 t/m 20: 08-10-1960 t/m 11-02-1961 | Hitnotering week 1: 03-09-1960 Hitnotering week 2 t/m 20: 08-10-1960 t/m 11-02-1961 | Hitnotering week 1: 03-09-1960 Hitnotering week 2 t/m 20: 08-10-1960 t/m 11-02-1961 | Hitnotering week 1: 03-09-1960 Hitnotering week 2 t/m 20: 08-10-1960 t/m 11-02-1961 | Hitnotering week 1: 03-09-1960 Hitnotering week 2 t/m 20: 08-10-1960 t/m 11-02-1961 | Hitnotering week 1: 03-09-1960 Hitnotering week 2 t/m 20: 08-10-1960 t/m 11-02-1961 | Hitnotering week 1: 03-09-1960 Hitnotering week 2 t/m 20: 08-10-1960 t/m 11-02-1961 |
| Week                                                                                | 1                                                                                   |                                                                                     | 2                                                                                   | 3                                                                                   | 4                                                                                   | 5                                                                                   | 6                                                                                   | 7                                                                                   | 8                                                                                   | 9                                                                                   | 10                                                                                  | 11                                                                                  | 12                                                                                  | 13                                                                                  | 14                                                                                  | 15                                                                                  | 16                                                                                  | 17                                                                                  | 18                                                                                  | 19                                                                                  | 20                                                                                  |                                                                                     |
| ----------------------------------------------------------------------------------- | ----------------------------------------------------------------------------------- | ----------------------------------------------------------------------------------- | ----------------------------------------------------------------------------------- | ----------------------------------------------------------------------------------- | ----------------------------------------------------------------------------------- | ----------------------------------------------------------------------------------- | ----------------------------------------------------------------------------------- | ----------------------------------------------------------------------------------- | ----------------------------------------------------------------------------------- | ----------------------------------------------------------------------------------- | ----------------------------------------------------------------------------------- | ----------------------------------------------------------------------------------- | ----------------------------------------------------------------------------------- | ----------------------------------------------------------------------------------- | ----------------------------------------------------------------------------------- | ----------------------------------------------------------------------------------- | ----------------------------------------------------------------------------------- | ----------------------------------------------------------------------------------- | ----------------------------------------------------------------------------------- | ----------------------------------------------------------------------------------- | ----------------------------------------------------------------------------------- | ----------------------------------------------------------------------------------- |
| Nummer                                                                              | 19                                                                                  | uit                                                                                 | 10                                                                                  | 3                                                                                   | 3                                                                                   | 3                                                                                   | 3                                                                                   | 3                                                                                   | 3                                                                                   | 4                                                                                   | 4                                                                                   | 4                                                                                   | 4                                                                                   | 4                                                                                   | 4                                                                                   | 4                                                                                   | 4                                                                                   | 8                                                                                   | 14                                                                                  | 14                                                                                  | 14                                                                                  | uit                                                                                 |

### NPO Radio 2 Top 2000
| Nummer met noteringen in de NPO Radio 2 Top 2000 | '00  | '01 | '02  | '03  | '04  | '05  | '06 | '07  | '08  |
| ------------------------------------------------ | ---- | --- | ---- | ---- | ---- | ---- | --- | ---- | ---- |
| Everybody's Somebody's Fool                      | 1252 | -   | 1890 | 1294 | 1616 | 1156 | -   | 1992 | 1857 |

1. ↑  Een '-' betekent dat het nummer niet was genoteerd en een vetgedrukt getal geeft de hoogste notering aan.
2. ↑  2000 was het eerste jaar met een notering voor dit nummer.
3. ↑  Deze tabel is bijgewerkt tot en met de laatste editie (2024).